# 金菲舍縣
金菲舍縣（英語：Kingfisher County）是美国奧克拉荷馬州中西部的一個郡，面積2,346平方公里。根据2020年美國人口普查，共有人口15,184人。县治金菲舍（Kingfisher）。該縣成立於1890年，縣名來自縣治，鎮名則來自同名的河流。